# John Bach
Pour les articles homonymes, voir Bach (homonymie).
John Bach, né le 5 juin 1946 à Cardiff, est un acteur néo-zélandais.

## Biographie
John Bach est né au Pays de Galles mais a émigré en Nouvelle-Zélande et y a mené l'essentiel de sa carrière d'acteur. Il a joué dans de nombreux films, interprétant notamment Madril, le lieutenant de Faramir, dans Le Seigneur des anneaux : Les Deux Tours (2002) et Le Seigneur des anneaux : Le Retour du roi (2003). Il a remporté les New Zealand Film Awards du meilleur acteur dans un second rôle en 1992 et du meilleur acteur en 1995.
À la télévision, il a notamment joué des rôles récurrents dans les séries Farscape et Spartacus : Le Sang des gladiateurs, et interprété le Professeur Thierry Arronax dans une adaptation de Vingt mille lieues sous les mers. En 2016, il interprète le rôle de l'empereur Marc-Aurèle dans la série Roman Empire. 

## Filmographie

### Cinéma
- 1981 : Bad Blood (en) : Bert Cropp
- 1981 : Goodbye Pork Pie : Snout
- 1982 : Le Camion de la mort : Bone
- 1983 : The Lost Tribe (en) : Edward / Max Scarry
- 1984 : Utu : Belcher
- 1984 : Pallet on the Floor (en) : Jack Voot
- 1988 : Georgia (en) : Karlin
- 1991 : Old Scores (en) : Ewen Murray
- 1994 : The Last Tattoo : Austin Leech
- 2002 : Le Seigneur des anneaux : Les Deux Tours : Madril
- 2003 : Le Seigneur des anneaux : Le Retour du roi : Madril
- 2007 : The Tattooist : Lazlo McFadden
- 2008 : Le Monde de Narnia : Le Prince Caspian : un Home Guard

### Télévision
- 1991 : The Sound and the Silence (en) (téléfilm) : Alexander Graham Bell
- 1993 : The Feds (en) (mini-série) : Rainer Bass
- 1995 : Mysterious Island (en) (série télévisée, 22 épisodes) : le capitaine Nemo
- 1997 : Vingt mille lieues sous les mers (téléfilm) : Thierry Aronnax
- 1997-1999 : Duggan (en) (série télévisée, 13 épisodes) : l'inspecteur John Duggan
- 2000 : Le Monde perdu (série télévisée, saison 2 épisode 5) : Balar
- 2002-2003 : Farscape (série télévisée, 5 épisodes) : Einstein
- 2004 : Farscape : Guerre pacificatrice (mini-série) : Einstein
- 2004 : Ike. Opération Overlord (téléfilm) : Air Marshal Sir Trafford Leigh-Mallory
- 2005 : Hercule (mini-série) : Créon
- 2010 : Legend of the Seeker : L'Épée de vérité (série télévisée, saison 2 épisode 13) : Herald
- 2010 : Spartacus : Le Sang des gladiateurs (série télévisée, 5 épisodes) : Titus Calavius
- 2010 : This Is Not My Life (en) (série télévisée, 5 épisodes) : Harry Sheridan
- 2013: Wentworth: Vinnie Holt[2]
- 2015 : Gallipoli (en) (mini-série) : Ian Standish Monteith Hamilton
- 2016 : Roman Empire (série télévisée, saison 1) : l'empereur Marc-Aurèle